# Чиппева (Вісконсин)
Чиппева (англ. Chippewa) — місто (англ. town) в США, в окрузі Ешленд штату Вісконсин. Населення — 349 осіб (2020).

## Демографія
Згідно з переписом 2010 року, у місті мешкали 374 особи в 152 домогосподарствах у складі 106 родин. Було 333 помешкання
Расовий склад населення:
| - 98,4 % — білих |

До двох чи більше рас належало 1,6 %. Частка іспаномовних становила 0,8 % від усіх жителів.
За віковим діапазоном населення розподілялося таким чином: 22,5 % — особи молодші 18 років, 59,1 % — особи у віці 18—64 років, 18,4 % — особи у віці 65 років та старші. Медіана віку мешканця становила 45,1 року. На 100 осіб жіночої статі у місті припадало 116,2 чоловіків;  на 100 жінок у віці від 18 років та старших — 113,2 чоловіків також старших 18 років.
Середній дохід на одне домашнє господарство  становив 64 342 долари США (медіана — 50 625), а середній дохід на одну сім'ю — 74 095 доларів (медіана — 63 250). Медіана доходів становила 36 071 долар для чоловіків та 28 750 доларів для жінок. За межею бідності перебувало 5,8 % осіб, у тому числі 2,4 % дітей у віці до 18 років та 13,4 % осіб у віці 65 років та старших.
Цивільне працевлаштоване населення становило 185 осіб. Основні галузі зайнятості: виробництво — 27,0 %, освіта, охорона здоров'я та соціальна допомога — 24,3 %, будівництво — 7,6 %, роздрібна торгівля — 6,5 %.